# 211-й истребительный авиационный полк
211-й истребительный авиационный полк (211-й иап) — воинская часть Военно-воздушных сил (ВВС) Вооружённых Сил РККА, принимавшая участие в боевых действиях Великой Отечественной войны.

## Наименования полка
За весь период своего существования полк своё наименование не менял — 211-й истребительный авиационный полк.

## Создание полка
211-й истребительный авиационный полк сформирован 22 декабря 1941 года при 8-м запасном истребительном авиационном полку Приволжского военного округа (пос. Багай-Барановка Саратовской области) по штату 015/174.

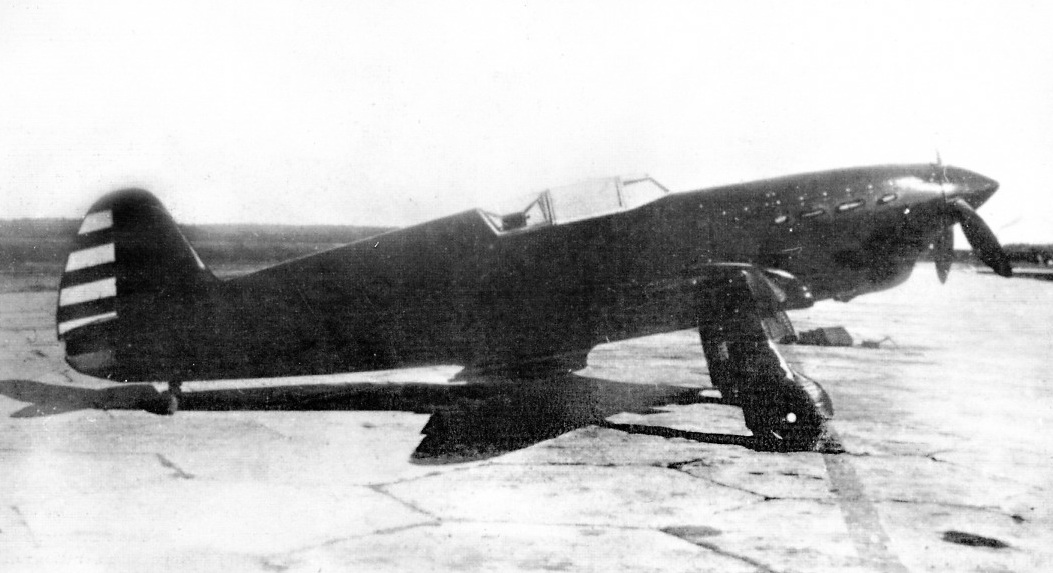
Самолёт Як-1

## Расформирование полка
211-й истребительный авиационный полк 2 октября 1942 года был расформирован в 220-й иад 16-й ВА Донского фронта. Личный состав использован для доукомплектования полков частей дивизии.

## В действующей армии
В составе действующей армии:
- с 2 марта 1942 года по 9 июня 1942 года;
- с 2 сентября 1942 года по 2 октября 1942 года.

## Командиры полка
- майор Лесков Александр Петрович[2], 22.12.1941 — 02.10.1942

## В составе соединений и объединений
| Период        | Фронт (округ)             | армия                           | дивизия                                       | примечание                                                                    |
| ------------- | ------------------------- | ------------------------------- | --------------------------------------------- | ----------------------------------------------------------------------------- |
| 22.12.1941 г. | Приволжский военный округ | ВВС округа                      | 8-й запасной истребительный авиационный полк  | Багай-Барановка, Як-1                                                         |
| 02.02.1942 г. | Приволжский военный округ | ВВС округа                      | 8-й запасной истребительный авиационный полк  | Багай-Барановка, личный состав осваивал Як-1                                  |
| 06.02.1942 г. | Приволжский военный округ | ВВС округа                      | 8-й запасной истребительный авиационный полк  | Убыл на Западный фронт                                                        |
| 02.03.1942 г. | Западный фронт            | 43-я армия                      | ВВС 43-й армии                                | вступил в боевые действия на Як-1. Аэродром Спас-Загорье.                     |
| 13.03.1942 г. | Западный фронт            | 43-я армия                      | ВВС 43-й армии                                | аэродром Медынь.                                                              |
| 13.04.1942 г. | Западный фронт            | Ударные авиационные группы СВГК | 5-я ударная авиационная группа                | Як-1                                                                          |
| 15.05.1942 г. | Западный фронт            | 1-я воздушная армия             | 201-я истребительная авиационная дивизия      | Як-1                                                                          |
| 09.06.1942 г. | Западный фронт            | 1-я воздушная армия             | 201-я истребительная авиационная дивизия      | Убыл с фронта на доукомплектование                                            |
| 13.06.1942 г. | Приволжский военный округ | ВВС округа                      | 16-й запасной истребительный авиационный полк | пос. Баланда Саратовской области                                              |
| 30.06.1942 г. | Приволжский военный округ | ВВС округа                      | 8-й запасной истребительный авиационный полк  | доукомплектован, Багай-Барановка                                              |
| 02.09.1942 г. | Сталинградский фронт      | 8-я воздушная армия             | 220-я истребительная авиационная дивизия      | Як-1                                                                          |
| 07.09.1942 г. | Сталинградский фронт      | 16-я воздушная армия            | 220-я истребительная авиационная дивизия      | Як-1                                                                          |
| 30.09.1942 г. | Донской фронт             | 16-я воздушная армия            | 220-я истребительная авиационная дивизия      | Як-1                                                                          |
| 02.10.1942 г. | Донской фронт             | 16-я воздушная армия            | 220-я истребительная авиационная дивизия      | расформирован. Личный состав использован для доукомплектования полков дивизии |

## Участие в операциях и битвах
- Сталинградская битва — со 2 сентября 1942 года по 2 октября 1942 года

## Первая победа полка в воздушном бою
Первая известная воздушная победа полка в Отечественной войне одержана 05 марта 1942 года: ст. лейтенант Авеков И. А. в воздушном бою восточнее г. Вязьма сбил немецкий тяжёлый истребитель Ме-110.

## Лётчики-асы полка
| Фамилия, имя отчество       | Награды | Сбито самолётов (+ в группе) | Примечание |
| --------------------------- | ------- | ---------------------------- | --- |
| Авеков Иван Авдеевич        |         | 10 + 6                       | Лётчик полка: фев. — март 1942. Погиб 17 апреля 1943 г. Сбит в воздушном бою.                                                                                           |
| Андреев Степан Филиппович   |         | 6 + 1                        | Лётчик полка: фев. — окт. 1942. Боевых вылетов: 139; воздушных боев: 31.                                                                                                |
| Выдриган Николай Захарович  |         | 16 + 4                       | Лётчик полка: фев. — окт. 1942. Боевых вылетов: 629; воздушных боев: 57 . Герой Советского Союза (15.05.1946); Погиб 12 июля 1946 г. Разбился в авиационной катастрофе. |
| Лимаренко Василий Андреевич |         | 9 + 5                        | Лётчик полка: фев. — сент. 1942. Боевых вылетов: 381; воздушных боев: 66.                                                                                               |
| Михайлик Яков Данилович     |         | 17 + 5                       | Лётчик полка: фев. — сент. 1942. Боевых вылетов: 363; воздушных боев: 47. Герой Советского Союза (15.05.1946). Умер 20 апреля 2011 г.                                   |
| Суворов Иван Павлович       |         | 11 + 0                       | Лётчик полка: фев. — май 1942. Советско-финляндская война. Советско-японская война. Боевых вылетов: 162.                                                                |
| Чиков Дмитрий Иосифович     |         | 7 + 1 (2)                    | Лётчик полка: фев. — май 1942. |

## Итоги боевой деятельности полка
Всего за годы Великой Отечественной войны полком:
| Выполнено боевых вылетов | Сбито самолётов в воздухе | Уничтожено самолётов всего |
| ------------------------ | ------------------------- | -------------------------- |
| 617                      | 15                        | 15                         |

## Самолёты на вооружении
| Период      | Самолёты |
| ----------- | -------- |
| 1941 — 1942 | И-16     |
| 1941 — 1942 | Як-1     |